# Ктенопома
Ктенопома (Ctenopoma) — один із трьох африканських родів лабіринтових риб з родини анабасових (Anabantidae).

## Поширення
Ктенопоми широко розповсюджені на території тропічної Західної та Центральної Африки, в регіонах, розташованих між Сахарою на півночі та Капською провінцією Південно-Африканської Республіки на півдні.
Різноманіття видів Ctenopoma є найбільшим на 4 млн км² низинних тропічних лісів та саван в басейні річки Конго. Цей регіон відомий під назвою Конголезька іхтіофауністична провінція, він має найбагатшу в Африці рибну фауну. Більшість видів ктенопом мешкає в зоні дощових лісів, що охоплює нижню та середню течію Конго. Ctenopoma multispine та декілька інших видів водяться за межами лісових районів, в розташованій далі на південь зоні саван. Цей регіон включає південні притоки Конго, основні річки Анголи, а також басейн річки Замбезі. Є кілька невеличких басейнів річок Нижньої Гвінеї, що течуть до Атлантичного океану: Огове та ін. Вони також знаходяться в зоні центральноафриканських дощових лісів. Більшість місцевих видів Ctenopoma зустрічається також і в басейні Конго.
На північ від басейну Конго розташована Ніло-Суданська іхтіофауністична провінція. Широкою смугою вона тягнеться від узбережжя Атлантичного океану до Східної Африки, на півночі обмежена пустелею Сахара. Найважливішими гідрологічними елементами цього регіону є система річки Ніл до озер Альберт та Едуард на півдні, басейни озера Чад, річок Нігер, Сенегал та Вольта. Тут, як і на півдні, переважають савани, в окремих місцях розділені пустельними ділянками; на узбережжі Західної Африки збереглися ділянки тропічного лісу. Різномаїття видів Ctenopoma в цьому регіоні низьке. У верхів'ях Нілу поширена Ctenopoma muriei, C. petherici зустрічається в зоні саван по всій Західній Африці, дуже близька до неї C. kingsleyae населяє лісові райони регіону (зустрічається також у лісах Центральної Африки), в районі дельти Нігеру водиться C. nebulosum.
Як правило, ктенопоми населяють болота, зони затоплення, а також водойми з млявою течією, прибережні ділянки річок. Часто це середовища існування з дефіцитом кисню у воді.

## Групи видів
Тривалий час найбільш повний систематичний огляд африканських анабантид надавав каталог прісноводних риб Африки Джорджа Буленджера, що датується далеким 1916 роком. Як наслідок, стабільність номенклатури постраждала. Види були описані без повного розуміння таких факторів, як онтогенетичні зміни та/або географічні варіації, пропонувалася синонімія без огляду типових зразків. Більшість авторів, починаючи приблизно з 1940 року, визнавали два роди анабантид в Африці: Ctenopoma, що охоплює всі тропічні форми, та Sandelia з двома специфічними видами з помірного регіону Південної Африки. Лише починаючи із середини 1970-х років вчені-іхтіологи стали приділяти більше уваги цій групі риб. Зокрема стало зрозумілим, що традиційно сформований рід Ctenopoma не є монофілетичним. Виходячи з морфологічних та поведінкових ознак, рід Ctenopoma був розділений на три групи видів: C. multispine, C. petherici та C. congicum. Проте родинні стосунки між цими групами, а також з іншими родами родини (Sandelia з Південної Африки та Anabas з тропічної Азії) наразі до кінця не вирішені.
Три групи видів Ctenopoma легко розрізнити навіть на перший погляд. Найлегше визначається група видів C. congicum. Ці риби менші за своїх родичів (максимальна стандартна довжина дорослих екземплярів становить 75 мм) і відзначаються сильним статевим диморфізмом. Самці забарвлені яскравіше за самок, особливо в період нересту, крім того вони відрізняються подовженими спинним, анальним та черевними плавцями. Представники цієї групи мають видовжене тіло, 14 променів у хвостовому плавці, дві сенсорні пори в міжорбітальному просторі на голові, 25-28 лусок у бічному ряді, плавальний міхур не має парних передніх розширень, черевні плавці довгі, контактні органи відсутні.
Види групи C. multispine також мають видовжене тіло, але в них не спостерігається виразний статевий диморфізм, а за розмірами вони значно більші за попередню групу (дорослі сягають від 70 мм до 150 мм стандартної довжини). До ключових ознак цієї групи належать 14 променів у хвостовому плавці, одна сенсорна пора в міжорбітальному просторі, 29-34 лусок у бічному ряді, трубчастий плавальний міхур без парних передніх розширень, добре розвинений лабіринтовий орган, зяброві кришки сильно зазублені, черевні плавці короткі, за очима в самців є контактні органи.
Представники третьої групи видів C. petherici за формою помітно відрізняються від своїх родичів, в першу чергу вони значно вищі. Дорослі особини сягають понад 80 мм стандартної довжини. В хвостовому плавці 16 променів, одна сенсорна пора в міжорбітальному просторі, 24-28 лусок у бічному ряді, плавальний міхур має парні передні розширення, які притискаються до задньої частини черепа, зяброві кришки мають дрібні зубці, лабіринт розвинений слабко, черевні плавці короткі. Самці мають контактні органи не лише за очима, а й на хвостовому стеблі. Остання ознака є унікальною для членів родини анабасових. Виключаючи наявність контактних органів, статеві відмінності нечіткі.
Група C. congicum відрізняється від двох інших ще й способом розмноження. Ці риби під час нересту будують гнізда з бульбашок та здійснюють батьківський догляд за потомством. Натомість представники груп C. multispine й C. petherici цього не роблять, вони мають плавучу ікру й просто розкидають її.
Спочатку рід Ctenopoma був розділений на 3 клади на підставі особливостей будови плавального міхура та лабіринтового органу. Згодом монофілія трьох груп була підтверджена на основі порівняльного аналізу додаткових морфологічних ознак. 1995 року був описаний новий рід Microctenopoma, до складу якого увійшли представники групи видів C. congicum. Очікується, що види групи C. petherici мають увійти до ще одного нового, але досі неописаного роду, який іноді позначається під робочою назвою «Ctenopoma».
Картину монофілії трьох клад колишнього роду Ctenopoma порушує невизначена позиція Ctenopoma muriei. Традиційно цей вид зараховується до складу групи видів C. petherici, але він значно менший за інших її представників, відрізняється меристичними показниками, будовою плавального міхура та забарвленням. Філогенетичний аналіз вказує сестринську позицію C. muriei до клади, що складається з решти членів групи видів C. petherici плюс Microctenopoma, або як сестринська клада до роду Microctenopoma. Тим самим заперечується монофілія групи видів C. petherici.
Існують також певні відмінності всередині групи видів C. petherici (без C. muriei). Виділяють принаймні дві клади в межах цього підрозділу. Одна з них містить види C. acutirostre та C. ocellatum, які відрізняються гострою мордою та дуже довгою передщелепною кісткою й вузькою слізною кісткою. Решта видів додатково поділяються на дві групи за малюнком забарвлення та деякими морфологічними ознаками. C. kingsleyae й C. petherici дуже схожі між собою, мають темну пляму на хвості; за формою та забарвленням C. muriei також належить до цієї групи. C. weeksii й C. maculatum мають пляму посередині тіла.

## Склад
Рід включає такі види:
- Група видів C. multispine (рід Ctenopoma):
  - Ctenopoma ashbysmithi  Banister & Bailey, 1979 — ктенопома Ешбі-Сміта; максимальна стандартна (без хвостового плавця) довжина 3,9 см (неповнолітня особина); басейн річки Луалаба (Демократична Республіка Конго);
  - Ctenopoma gabonense  Günther, 1896 — габонська ктенопома; максимальна стандартна довжина 16,5 см; річки Огове (Габон), Конго (Демократична Республіка Конго);
  - Ctenopoma machadoi  (Fowler, 1930) — ктенопома Машаду; максимальна загальна довжина 12,4 см; річки Кванза та Окаванго (Ангола);
  - Ctenopoma multispine  Peters, 1844 — багатоколючкова ктенопома; максимальна загальна довжина 14 см; південна частина Демократичної Республіки Конго, Замбія, східна Ангола, північ Намібії, Ботсвани, Зімбабве, південь Малаві, центральна й південна частина Мозамбіку, Есватіні, північ південноафриканської провінції Квазулу-Наталь;
  - Ctenopoma nigropannosum  Reichenow, 1875 — максимальна загальна довжина 17 см; центральна частина басейну Конго (Демократична Республіка Конго) та річки Нижньої Гвінеї (Республіка Конго, Габон);
  - Ctenopoma pellegrini  (Boulenger, 1902) — ктенопома Пеллегріна; максимальна загальна довжина 11,2 см; центральна частина басейну Конго (Демократична Республіка Конго).
- Група видів C. petherici (рід «Ctenopoma»):
  - Ctenopoma acutirostre  Pellegrin, 1899 — леопардова ктенопома; максимальна загальна довжина 20 см; центральна частина басейну Конго (Демократична Республіка Конго);
  - Ctenopoma garuanum  (Ahl, 1927) — гаруанська ктенопома; максимальна загальна довжина 5,3 см; північний Камерун;
  - Ctenopoma houyi  (Ahl, 1927) — максимальна стандартна довжина 6,6 см; басейни озера Чад та річки Бенуе;
  - Ctenopoma kingsleyae  Günther, 1896 — ктенопома Кінгслі; максимальна загальна довжина 24,5 см; тропічна Західна Африка, від Сенегалу до Демократичної Республіки Конго;
  - Ctenopoma maculatum  Thominot, 1886 — плямиста ктенопома; максимальна загальна довжина 20 см; південний Камерун, Екваторіальна Гвінея, північний Габон;
  - Ctenopoma muriei  (Boulenger, 1906) — ктенопома Мюрі; максимальна стандартна довжина 7,0 см; Білий Ніл, озера Вікторія, Кйога, Едуард, Джордж, Альберт, Танганьїка;
  - Ctenopoma nebulosum  Norris & Teugels, 1990 — максимальна стандартна довжина 9,7 см; дельта Нігеру, річка Крос (південна Нігерія);
  - Ctenopoma ocellatum  Pellegrin, 1899 — максимальна стандартна довжина 13,8 см; центральна частина басейну Конго (Демократична Республіка Конго, Республіка Конго), Габон, дельта Нігеру;
  - Ctenopoma petherici  Günther, 1864 — ктенопома Петеріка; максимальна загальна довжина 17,4 см; Білий Ніл, басейн озера Чад, річки Західної Африки;
  - Ctenopoma riggenbachi  (Ahl, 1927) — ктенопома Рігенбаха; максимальна загальна довжина 9,1 см; Камерун;
  - Ctenopoma togoensis  (Ahl, 1928) — тоголезька ктенопома; максимальна загальна довжина 12,0 см; басейн річки Вольта (Гана);
  - Ctenopoma weeksii  Boulenger, 1896 — шоколадна ктенопома; максимальна загальна довжина 12 см; центральна частина басейну Конго (Демократична Республіка Конго, Республіка Конго).

## Історія
Припускають, що перші анабантиди мігрували до Африки в добу міоцену. Вони були предками сучасних ктенопом. Самостійний розвиток гілки розпочався після повного розриву сухопутного зв'язку між Африкою та Азією через долину Еритрейського рифту в добу пліоцену.
Хронограма еволюції представників родини анабасових показує, що перший розкол серед африканських анабантид відбувся в добу раннього олігоцену, приблизно 30 млн років тому. Одну гілку склали представники роду Sandelia та групи видів Ctenopoma multispine, подальший розкол між ними стався в нижньому олігоцені, близько 24,5 млн років тому. Іншу гілку утворили C. muriei та представники групи видів C. petherici та роду Microctenopoma. Ctenopoma muriei відкололася від них вже на початку нижнього олігоцену (бл. 27,3 млн років тому), а згодом відбувся й поділ між групою видів C. petherici та родом Microctenopoma (бл. 26,7 млн років тому).

## Опис
Більшість видів має довжину від 12 до 20 см, вони помітно більші за представників роду Microctenopoma. Зовні схожі із цихлідами. Форма тіла різниться в представників груп C. multispine та C. petherici. Перші сильно нагадують рибу-повзуна, приземкуваті, витягнуті в довжину й округлі в перетині. Представники групи видів C. petherici мають високе, стиснуте з боків і трохи подовжене тіло. Лінії верхнього та нижнього профілів тіла приблизно однаково вигнуті. Тіло повністю вкрите лусками. Добре розвинена бічна лінія, вона розірвана й складається з верхньої та нижньої частин.
На голові є пара зовнішніх ніздрів. Очі великі, рот кінцевий, помірної величини, з неспеціалізованими конічними зубами. Зяброві кришки легко зазублені на краях. У порожнині над зябрами розташований допоміжний орган дихання — лабіринтовий апарат. Плавальний міхур простий. Шлунок мішкоподібний, кишечник простий, на початку має рудиментарну сліпу кишку. Спинний плавець довший за анальний, обидва мають багато твердих променів. Черевні плавці короткі.
Стать розрізнити в цих риб практично неможливо. Розміри самців та самок практично однакові. Надійною статевою ознакою є лише наявність так званих «шипованих полів» відразу за очима в самців. Це такі собі колючі латки у формі півмісяця із настовбурчених ктеноїдних лусок. Уважають, що під час нересту вони виконують роль контактного органа. Представники групи видів C. petherici мають ще одне «шиповане поле» біля основи хвостового плавця. Зрілих самок часто можна впізнати за великим черевом.

## Спосіб життя
Наявні спостереження за життям ктенопом у дикій природі є нечисленними й в основному недеталізованими.
Наявність лабіринтового органу дозволяє цим рибам жити у водоймах, де концентрація розчиненого кисню може падати до дуже низького рівня. Тропічні болота та застійні водойми, як видається, є найкращими місцями існування для більшості представників роду. Разом із тим рівень розвитку лабіринтового апарату сильно різниться в окремих видів. Ctenopoma multispine, як відомо, у вологу погоду може залишати воду й рухатись суходолом. Натомість C. nebulosum має слабко розвинений лабіринтовий орган.
Ктенопоми є м'ясоїдними рибами. Вони не спеціалізуються на певній групі організмів. Більшість видів харчується переважно водними та наземними безхребетними, великі види полюють дрібних риб. Для захоплення своєї здобичі використовують стратегію засідки та всмоктування.
На відміну від представників роду Microctenopoma, ктенопоми не виявляють під час нересту складного залицяння, будівництва гнізда та батьківського піклування. Натомість вони використовують стратегію вільного нересту у відкритій воді (розсіюють ікру). Пара обмежується серією коротких залицянь, під час яких самець переслідує самку. Далі відбуваються типові для лабіринтових риб обійми, коли самець вигинає своє тіло навколо самки, й стискання, під час якого самка відкладає ікру, а самець відразу запліднює її. Уважають, що контактні органи самців допомагають партнерам вивірити свою позицію так, щоб їхні отвори під час спаровування опинилися в безпосередній близькості. Прозорі ікринки мають розмір 0,9-1,0 мм в перетині. Вони не липкі, спливають на поверхню й дрейфують без додаткової уваги з боку батьків.

## Утримання в акваріумі
Багато видів ктенопом час від часу завозять в акваріуми, але завжди існували проблеми з їхнім імпортом. Цих риб неодноразово розводили в акваріумних умовах, але наявна інформація про умови утримання та розведення ктенопом уривчаста й потребує уточнення.
Найпопулярнішими в акваріумах видами є C. acutirostre, C. kingsleyae (синонім C. argentoventer), C. muriei, C. ocellatum, C. pellegrini, C. petherici, C. weeksii (синонім C. oxyrhynchum).